# ورونیکاس (آلبوم)
ورونیکاس سومین آلبوم استودیویی از گروهٔ دونفرهٔ استرالیایی ورونیکاس می‌باشد که در ۲۱ نوامبر سال ۲۰۱۴ پس جدایی این گروه از وارنر براز. رکوردز با سونی میوزیک استرالیا منتشر گردید. ورونیکاس نخستین آلبوم این دو نفر پس از بیش‌تر از هفت سال است که به‌دنبال کمکم کن (۲۰۰۷) آمده‌است. قبل از اینکه سومین آلبوم استودیویی قبلی تحت عنوان زندگی روی مریخ کنار گذاشته شود، این دو با وارنر براز. رکوردز قرارداد داشتند و قرار بود زندگی روی مریخ در سال ۲۰۱۲ منتشر شود.